# Pont de Brooklyn

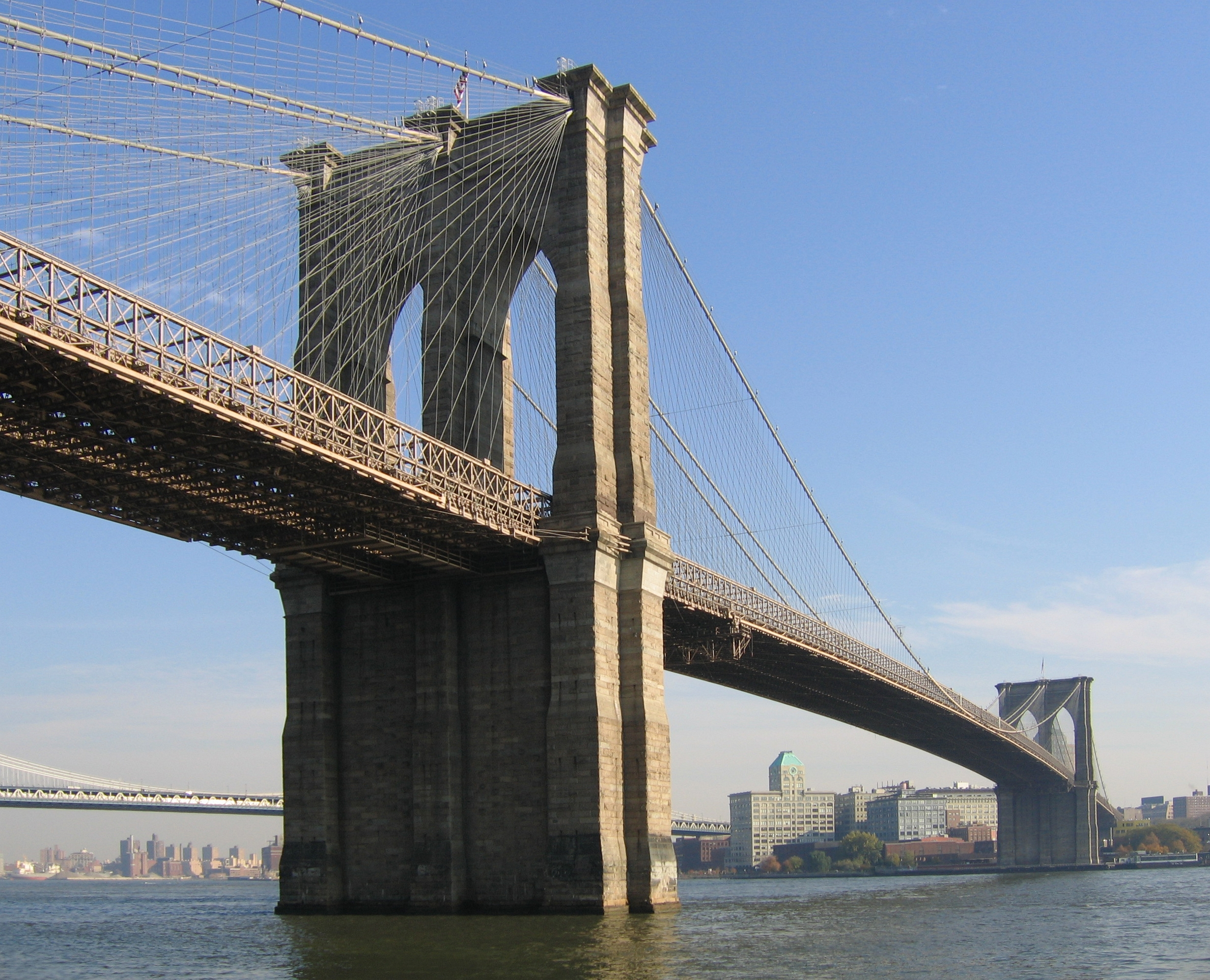
Vista del Pont de Brooklyn

El Pont de Brooklyn uneix els barris de Manhattan i Brooklyn a la ciutat de Nova York. Va ser construït entre el 1870 i el 1883 i, en el moment de la inauguració era el pont penjat més llarg del món (mesura 1.825 metres de llarg, i la llum entre piles és de 486,3 metres, rècord de llum fins que el 1889 es va construir el Forth Bridge, amb una llum màxima de 521m. També va ser el primer suspès mitjançant cables d'acer. Des de llavors, s'ha convertit en un dels símbols més importants de Nova York.

## Història

### Disseny
El pont va ser dissenyat per la companyia d'enginyeria propietat de John Augustus Roebling, de Trenton a l'estat de Nova Jersey. Roebling i la seva empresa havien construït anteriorment altres ponts penjants més petits, com l'aqüeducte de Delaware a Lackawaxen, Pennsilvània, el pont penjat de Cincinnati, Ohio o el pont penjat de Waco (Texas) què va servir com a prototip per al disseny final del pont de Brooklyn.
Durant el procés de construcció, Roebling es va fracturar greument un peu quan un ferri va xocar contra un moll, li varen haver d'amputar uns dits del peu i poques setmanes més tard va morir de tètanus. El seu fill, Washington Roebling, el va succeir en el càrrec.
Aquest va sofrir la malaltia dels bussos causada pel seu treball als pous de fonamentació. La dona de Washington, Emily Warren Roebling, es va convertir en la seva ajudant, aprenent enginyeria i comunicant les instruccions del seu marit als ajudants sobre el terreny. Quan el pont es va obrir al públic, ella va ser la primera persona a creuar-lo. El seu marit en canvi rares vegades va visitar l'obra, ja que vivia a Trenton, Nova Jersey, durant el procés de construcció.

### Excavació
La construcció de les dues torres van ser fetes a cada costat de les ribes del riu, i en ambdues, es va trobar roca. La roca a travessar en les rases de Manhattan i Brooklyn era una combinació d'esquists, gneis i granit, amb resistències a compressió simple de 80 a 200 MPa i dues falles.
La roca de Manhattan té un historial estructural complex, a causa de diverses fases de deformació superposades. Aquests processos van determinar l'aparició d'una massa de roca intensament plegada i localment cisallada, totalment recristalitzada i amb zones de fosa. La fase de plegat més important es representa pels plecs asimètrics i els associats que defineixen l'estructura regional de Manhattan.
Les discontinuïtats de la massa de roca apareixen com a materials metamòrfics i juntes provocades per l'activitat tectònica i el procés de granitització. La foliació, les discontinuïtats de la foliació i altres discontinuïtats presenten una gran variació de grandàries, típica per a aquest tipus de roca que ha suportat episodis tectònics majors com els processos de plegat, trencaments amb formació de falles i intrusions. L'existència de quatre famílies dominants de juntes a la zona de projecte ha estat confirmada per la cartografia geològica de la roca i per sondejos dirigits.

### Construcció i obertura
La construcció del pont de Brooklyn va començar el 3 de gener de 1870, i va finalitzar tretze anys més tard, el 24 de maig de 1883, quan va ser obert al públic. El primer dia el van creuar un total de més de 1800 cotxes i 150.300 persones. La construcció va costar 15,1 milions de dòlars i vint-i-set persones hi van morir. El pont està construït amb pedra calcària, granit i morter. És d'estil neogòtic, amb els característics arcs apuntats en les dues torres laterals.

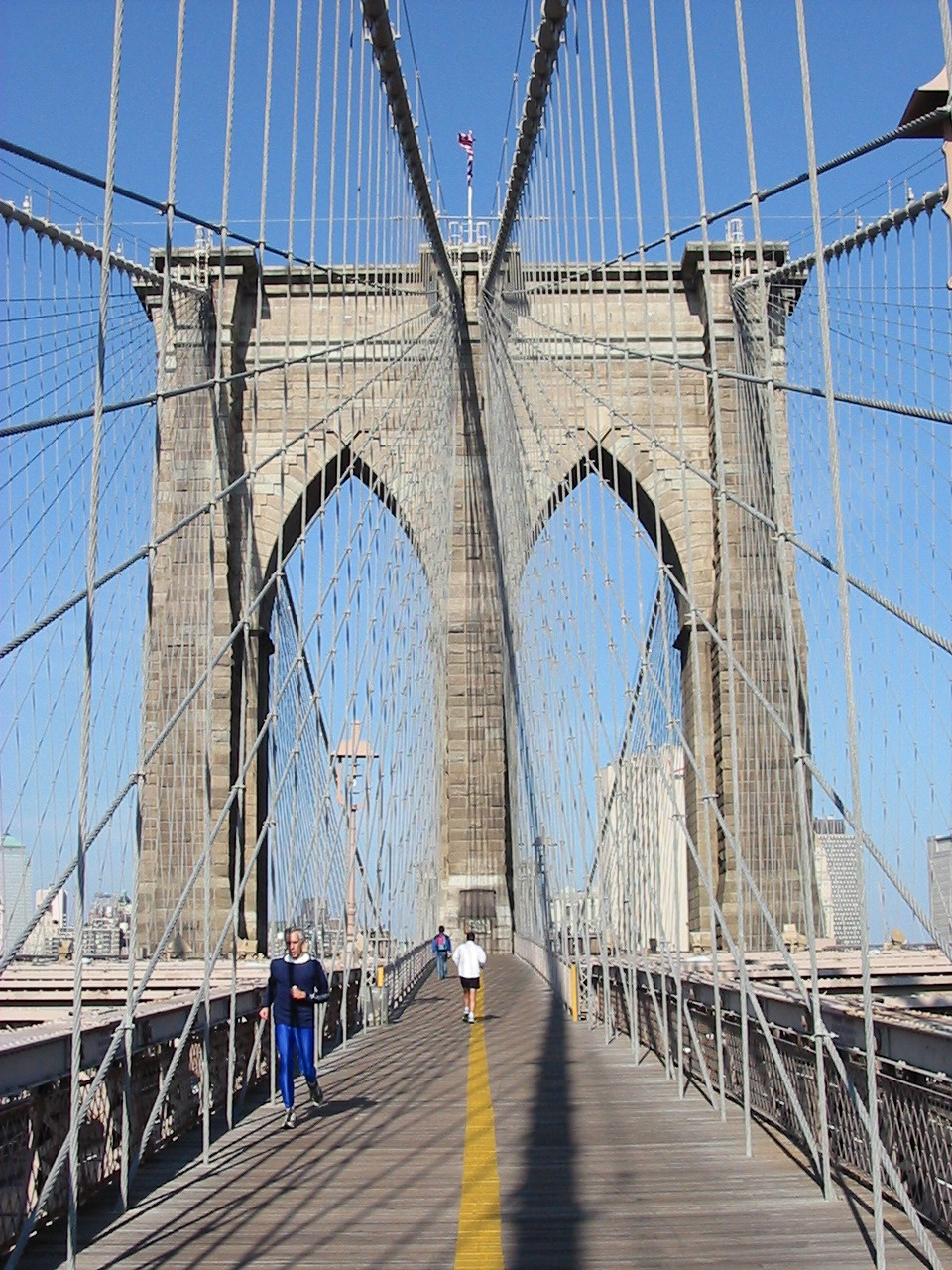
Arcs i cables del Pont de Brooklyn

Malgrat que en l'època que es va construir no es realitzaven proves d'aerodinàmica als ponts (aquesta tècnica només va començar a emprar-se en els anys 50 del segle xx), l'estructura oberta del pont va evitar que hagués problemes d'estabilitat a causa del vent. A més, Roebling havia calculat que amb els suports de cable metàl·lic el pont era sis vegades més resistent de l'estrictament necessari, el que explica que encara es mantingui en peus quan gran part dels ponts penjants construïts en la mateixa època han hagut de ser substituïts. Per altra banda, durant la construcció es va descobrir que J. Lloyd Haigh, encarregat de proporcionar el cable per al pont, havia substituït el cable escollit originalment per un altre d'inferior qualitat. Quan es va descobrir que era més barat, era massa tard per a desmuntar la part ja construïda, amb la qual cosa la resistència del cablat es va reduir, segons els càlculs de Roebling, a només quatre vegades l'estrictament necessari.
Quan es va inaugurar, el pont de Brooklyn era el pont penjant més llarg del món (un 50% més llarg que cap construït anteriorment). A més, durant molts anys les torres que el sostenen a banda i banda van ser les estructures més altes de l'hemisferi occidental. Actualment, el pont disposa de sis carrils per a vehicles (excepte camions i autobusos, i una passarel·la independent per a bicicletes i vianants. Des dels anys 80, està il·luminat per les nits per a accentuar-ne la silueta.
Sis mesos després de la inauguració es va produir una tragèdia. Una dona que pujava les escales d'accés per la part de Manhattan va ensopegar i va cridar al caure. El crit va desencadenar el rumor que el pont s'enfonsava. El pànic i l'allau posterior va provocar la mort de 12 persones i 35 ferides greus. La desconfiança cap a la resistència del pont va quedar superada un any després quan l'empresari circense P. T. Barnum va desfilar pel pont juntament amb una bandada de 21 elefants

### Atacs terroristes
L'1 de març de 1994 el libanès Rashid Baz va obrir foc sobre una furgoneta ocupada per membres del grup ortodox jueu Chabad-Lubavitch mentre circulaven sobre el Pont de Brooklyn. Una de les víctimes, Ari Halberstam, de 15 anys, va morir a l'hospital dies després. Aparentment, Baz va actuar mogut pel desig de venjar la Matança d'Hebron de 1994, en la qual van morir 29 musulmans. Baz va ser condemnat per assassinat a 141 anys de presó; l'any 2000, el seu cas va ser requalificat com "atac terrorista". La rampa d'accés al Pont des de Manhattan duu actualment el nom d'Ari Halberstam.
El 2003, un home anomenat Iyman Faris va ser condemnat a vint anys de presó per subministrar informació a Al-Qaida, després que es descobrís una trama per a fer caure el pont de Brooklyn tallant els seus cables metàl·lics amb bufadors.

### Justificació
El pont de Brooklyn és una obra d'enginyeria de caràcter d'infraestructura, la principal funció de la qual és la d'unir per via terrestre l'illa de Manhattan amb la zona de Brooklyn, a causa de la creixent demanda de les persones que viuen allí, i necessitaven desplaçar-se als seus treballs a Manhattan.
Anteriorment, aquest recorregut era fet per Ferri a través de l'East River. Aquest trajecte moltes vegades era perillós, a causa de la gran velocitat del riu, i el clima canviant de la ciutat, la qual presenta estacions (primavera, estiu, tardor i hivern). A més el viatge sempre es feia una mica llarg i tediós, per la qual cosa la municipalitat de Nova York va decidir executar la construcció d'aquesta estructura.

### Context

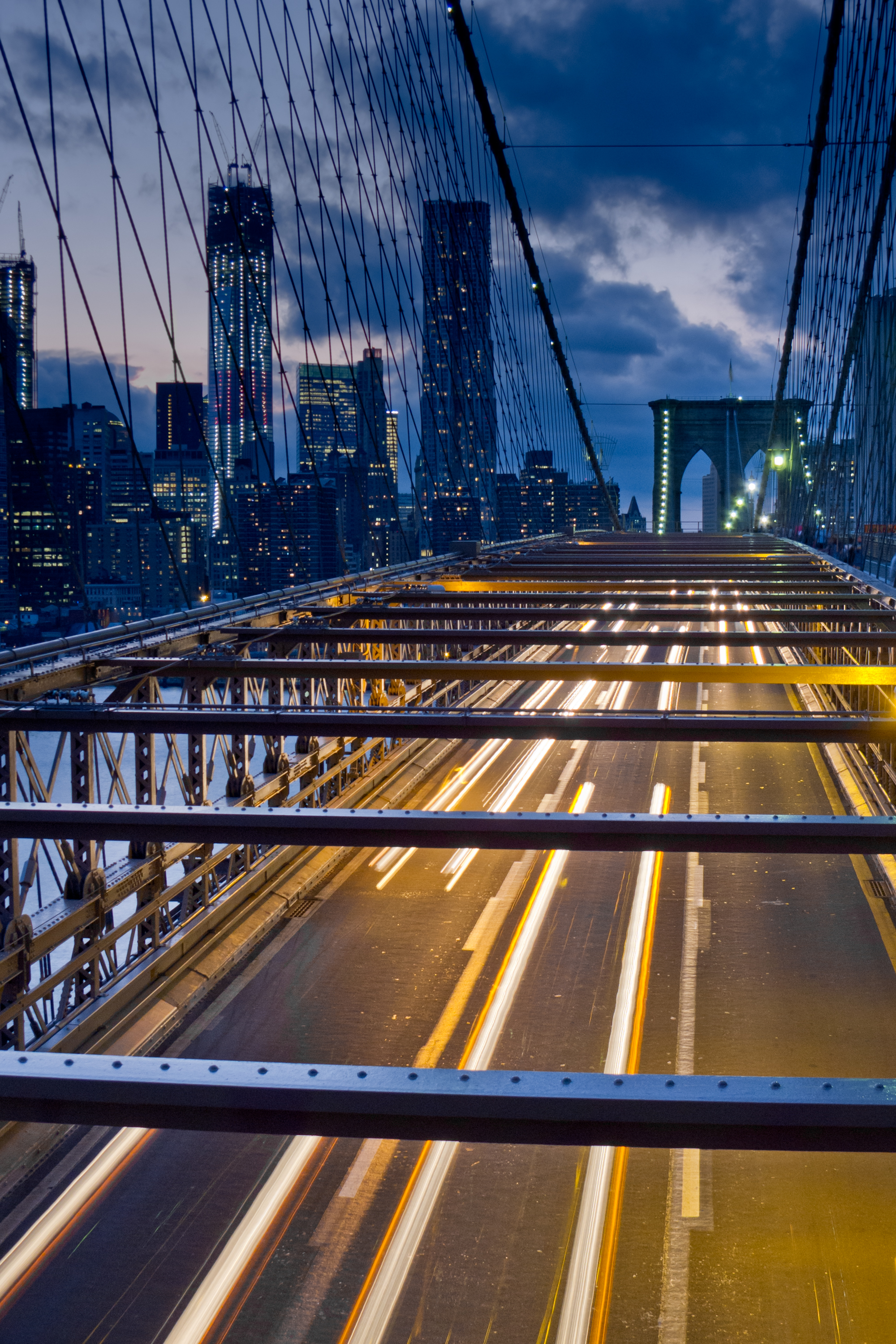
El Pont de Brooklyn amb el One World Trade Center i l'edifici del 8 Spruce Street, Nova York, Estats Units.

El pont de Brooklyn és més que un pont que creua l'East River, és tot un símbol de la ciutat de Nova York que a més va marcar una fita en la història en utilitzar per primera vegada en aquest tipus de construccions l'acer i per ser durant 20 anys el pont penjant més llarg del món.
Quan en 1852 l'enginyer i propietari d'una companyia metal·lúrgica anomenat John Augustus Roebling no va poder arribar a Brooklyn amb l'Atlantic Avenue-Fulton Street Ferry a causa del gel que cobria el riu, va idear la solució amb la construcció d'un pont. Tres anys més tard ja havia desenvolupat el projecte al que ell mateix denominaria com una grandiosa obra d'art.
La idea de Roebling va ser rebuda amb entusiasme pels governants de Manhattan i Brooklyn, en aquells dies ciutats independents, però el suport econòmic ho va trobar en William C. Kingsley que, a causa de les seves influències polítiques, va pressionar perquè una empresa privada pogués construir i administrar la construcció d'un pont que unís les dues ciutats. En 1867 es funda la New York Bridge Company que seria l'encarregada d'administrar els fons públics de les ciutats de Nova York i Brooklyn per a la construcció i manteniment del pont.
L'1 de juny de 1869, s'aprova el disseny del pont, però cinc dies després Roebling sofreix un accident quan un trasbordador que entrava en el moll de Brooklyn aixafa el seu peu. Malgrat l'amputació de l'extremitat, va morir a causa del tètanus. El seu fill, Washington, es va fer càrrec del projecte i el 3 de gener de 1870, s'inicia la construcció.
Les obres des del seu inici van ser molt dures. Es van utilitzar 600 obrers immigrants que van haver de treballar en condicions miserables i perilloses. Per a l'excavació del terreny per sota del riu, on es construirien arcons pneumàtics, es va utilitzar dinamita. Els continus accidents i l'aeroembolisme, malaltia ocasionada pels canvis de pressió en l'aigua, va provocar la mort de 20 obrers. El mateix Washington va sofrir els efectes d'aquesta malaltia i va quedar prostrat en el llit. A través de la finestra del seu apartament en Brooklyn, va supervisar i va dirigir les obres gràcies a l'ajuda de la seva dona Emily, qui donava les ordres pertinents a enginyers i constructors.
A l'agost de 1876, les ribes de Manhattan i Brooklyn són unides per primera vegada a través d'un cable d'acer. Per demostrar la seva resistència, el mestre mecànic E. F. Farrington va creuar l'East River lliscant-se pel cable muntat en una cadira. Al febrer de 1877, es finalitzaria la construcció de les torres d'ancoratge i els pilars que quedarien units de forma provisional a través d'una passarel·la per als vianants. Els dos pilars, d'estil gòtic amb doble arcada i una altura de 84 metres, només eren superats per la torre de la Trinity Church, en Wall Street.
Fins a aquest moment, el cable d'acer només s'havia emprat en la construcció de ferrocarrils, però no en estructures com la dels ponts, en els quals s'havia utilitzat el ferro. Els quatre cables d'acer encarregats de subjectar la plataforma del pont uneixen les torres d'ancoratge a cada riba del riu amb els pilars. Cada cable té un diàmetre de 40 centímetres i està compost per 19 fils d'acer. A l'octubre de 1878 es completa la instal·lació dels cables principals i es procedeix a instal·lar els cables de suspensió i les bigues de la plataforma del pont. En total, més de 23.000 quilòmetres de cable de suspensió subjecten el pont.
En origen el pont estava dissenyat per albergar en els extrems dues calçades de doble via per a carruatges i cavalleria, dues vies de tramvia al centre i una plataforma per als vianants elevada. El tram principal del pont, que uneix els dos pilars, té una longitud de 486 metres i una amplària de 26 metres.
Al començament de 1883 acaba la construcció del pont. En total havia costat 15,1 milions de dòlars, duplicant-se el pressupost inicial. El 23 de maig de 1883, el president Chester Arthur i el governador Grover Cleveland van inaugurar oficialment. El peatge per creuar-lo es va establir en un penic.

## El Pont de Brooklyn en la cultura popular

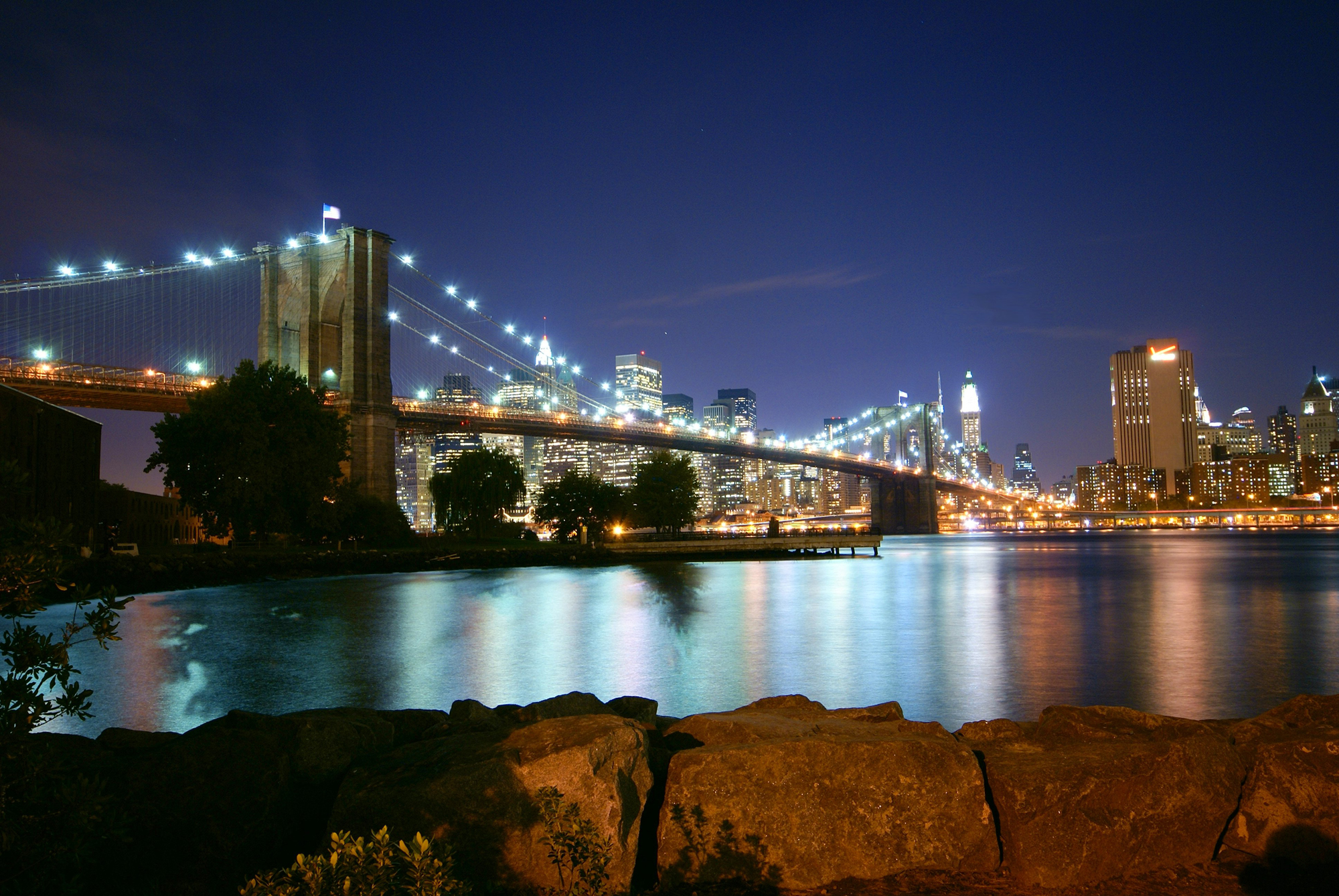
Vista nocturna del Pont de Brooklyn

El Pont de Brooklyn s'ha convertit en una imatge habitual en diferents formes de la cultura popular, des dels còmics al cinema i la televisió.

### Cinema
- El Pont de Brooklyn és una imatge habitual en moltes de les pel·lícules de Woody Allen, entre elles, òbviament, Manhattan.
- En la pel·lícula La decisió de Sophie, l'escriptor Nathan Landau (interpretat per Kevin Kline) passeja pel pont amb la seva amant, Sophie (Meryl Streep) i el seu protegit Stingo (Peter MacNicol) recordant els noms d'escriptors de Brooklyn com Herman Melville o Hart Crane.
- En la versió estatunidenca de Godzilla, del 1998, el monstre ataca el pont, destruint les seves torres i els cables metàl·lics.
- En la pel·lícula Deep Impact, del 1998, es pot veure com el gran tsunami provocat pel meteorit destrueix el Pont de Brooklyn.
- El pont també apareix a la pel·lícula Gangs of New York, de Martin Scorsese
- A la portada del DVD de la pel·lícula State of Siege, amb Denzel Washington, Bruce Willis i Annette Bening, es pot veure una imatge del Pont de Brooklyn sent atacat pels terroristes. Encara que aquesta escena no existeix realment en la pel·lícula, el Pont sí que apareix en repetides ocasions com a mitjà de comunicació entre Brooklyn i Manhattan.
- Al Superman Returns, el pont apareix diverses vegades, i molt especialment durant el vol de Superman i Lois Lane.

### Televisió
- La CBS va emetre una sèrie titulada Brooklyn Bridge entre 1991 i 1993.
- El Pont apareix diverses vegades com a ambientació en sèries com Friends, What I Like About You o The Bill Cosby Show
- A la sèrie CSI: NY, el capítol titulat "Gent amb diners" (1r capítol de la 3a temporada) se situa al pont de Brooklyn, en què una parella és atacada mentre mantenien relacions sexuals.
- Es pot veure una escena del pont nevat durant els crèdits inicials de Law & Order

### Còmics
- En un número d'Ultimate X-Men, el pont és destruït per Magneto i els sequaços
- A El Increïble Spider-man (número 121), Gwen Stacy, xicota de l'Spider-man és segrestada pel Follet Verd i retingud en el Pont (encara que l'editor el va identificar com "Pont de George Washington", també a Nova York).
- A l'anime Negima! una batalla es desenvolupa sobre un pont sospitosament similar, si no idèntic, al Pont de Brooklyn.

### Altres mitjans
- El pont apareix en els videojocs SimCity 3000 i SimCity 4, com el "Pont Penjant Mitjà" per a avingudes i autopistes.
- En el videojoc per l'Xbox 360 Project Gotham Racing 3 el Pont està inclòs entre els escenaris.
- La imatge del Pont va ser seleccionada per aparèixer en un segell d'Alemanya el 2006.